# Баргузинский хребет
Баргузи́нский хребе́т (бур. Баргажанай шэлэ) — горный хребет в Бурятии у северо-восточного побережья Байкала, отделяет это озеро от Баргузинской котловины.

## Этимология
Топоним Баргузин широко представлен в регионе. Так Баргузинский хребет примыкает к одноименной котловиной, по которой протекает река Баргузин. В свою очередь гидроним связан с названием народа баргуты.

## Описание
Хребет протягивается на 280 км с юга на север от долины нижнего течения реки Баргузин (у Баргузинского залива) до Верхнеангарской котловины. Южная часть хребта расположена в пределах Баргузинского района, по водоразделу центральной части проходит административная граница между Курумканским и Северо-Байкальским районами, северная часть находится в пределах последнего.
Высшая точка — пик Байкал, 2841 м. Хребет образован скалистыми породами с острыми вершинами и труднодоступными крутыми склонами. На всём своём протяжении перемежается ущельями. На западном склоне, расположенном в Баргузинском заповеднике и Забайкальском национальном парке, растут сосново-лиственничные леса и пихтово-кедровая тайга. На восточном склоне хребта преобладают лиственничные леса. В отрогах встречаются источники минеральной воды.
На Баргузинском хребте, на северном побережье Байкала, учёными были обнаружены ледники, предположительный возраст которых около 100 тысяч лет. Ранее считалось, что ледников в Восточной Сибири нет, сообщает пресс-служба Иркутского научного центра СО РАН.

## Галерея

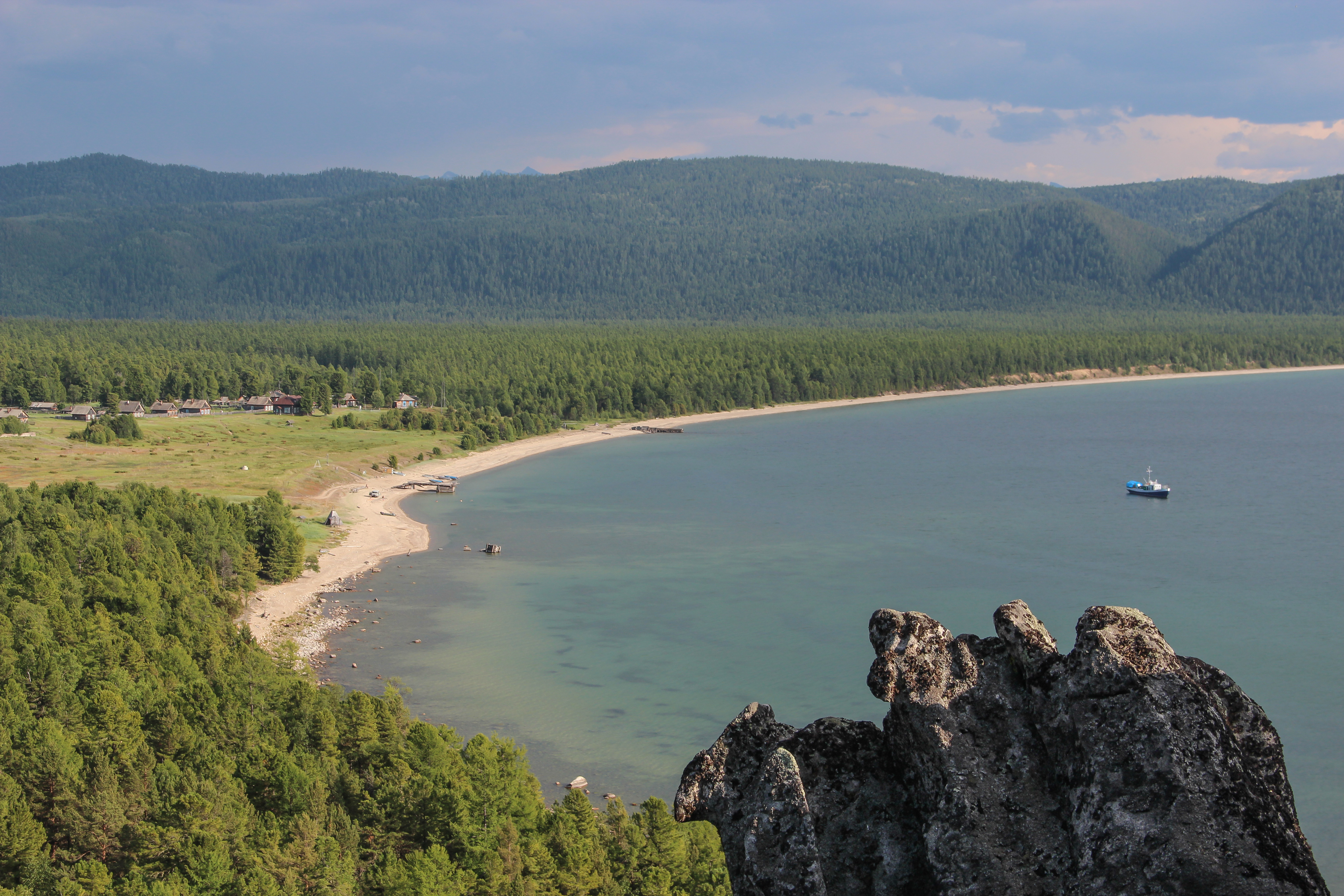
Давша, мыс Немнянда
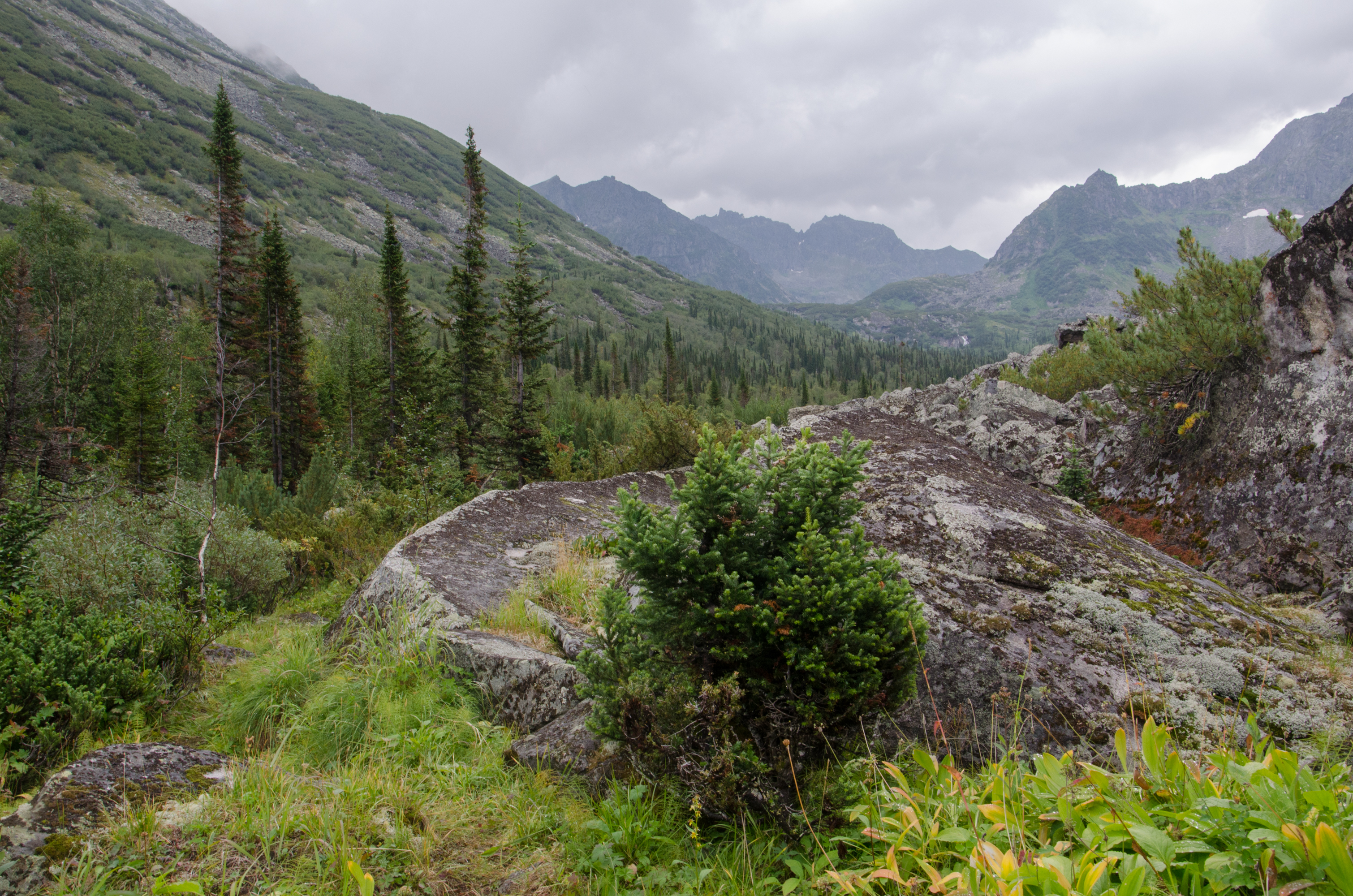
Склоны хребта
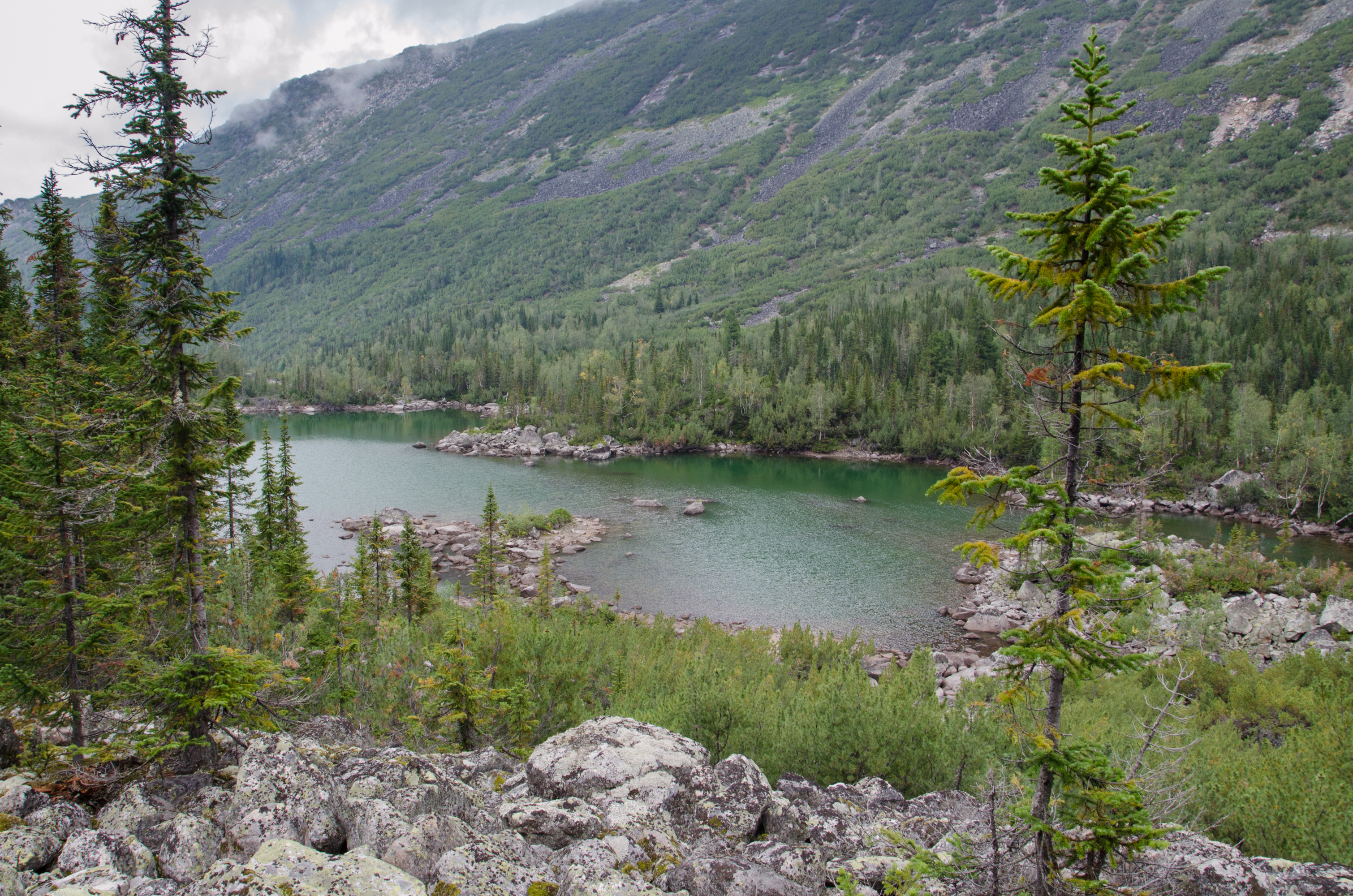
река Давша